# Коморово (Островський повіт)
Коморово (пол. Komorowo) — село в Польщі, у гміні Острув-Мазовецька Островського повіту Мазовецького воєводства. Населення — 2077 осіб (2011).
У 1975-1998 роках село належало до Остроленцького воєводства.

## Демографія
Демографічна структура станом на 31 березня 2011 року:
|          | Загалом | Допрацездатний вік | Працездатний вік | Постпрацездатний вік |
| -------- | ------- | ------------------ | ---------------- | -------------------- |
| Чоловіки | 1050    | 233                | 722              | 95                   |
| Жінки    | 1027    | 194                | 661              | 172                  |
| Разом    | 2077    | 427                | 1383             | 267                  |

## Українські сліди
Коморові працював Федор Холявка (1895–1939) — керівник станції зв’язку 3-ї Залізної стрілецької дивізії Армії УНР, потім працівник Школи підхорунжих піхоти у Коморові. 14.08.2019 р. польські скаути вшанували могилу вояка УНР Федора Холявки на цвинтарі Церковка поблизу с. Перфабет (Prefabet) біля Острув-Мазовецької. Напис на нагробку електротехнік, жив 44 роки, помер 26.03.1939 р.